# 1252年
| 千纪： | 2千纪 |
| 世纪： | 12世纪 \| 13世纪 \| 14世纪                                                                                 |
| 年代： | 1220年代 \| 1230年代 \| 1240年代 \| 1250年代 \| 1260年代 \| 1270年代 \| 1280年代                           |
| 年份： | 1247年 \| 1248年 \| 1249年 \| 1250年 \| 1251年 \| 1252年 \| 1253年 \| 1254年 \| 1255年 \| 1256年 \| 1257年 |
| 纪年： | 壬子年（鼠年）；大理天定元年；蒙古宪宗二年；南宋淳祐十二年；越南天應政平二十一年；日本建長四年             |

## 大事记
- 歐洲
  - 法王路易九世在第七次十字軍東征失敗之後，派遣方濟各會修士羅伯魯（又譯魯不魯乞或魯布魯克）出使蒙古。
  - 亞歷山大·涅夫斯基取代了他的兄弟安德烈·雅羅斯拉維奇，被金帳汗國封為弗拉基米爾大公。
- 蒙古帝国
  - 旭烈兀率领西征军从蒙古草原出发，向波斯进发。
  - 六月，忽必烈前往草原覲見蒙哥汗，奉命率軍征雲南地區的大理國，為繼續進攻南宋作跳板。
- 其他
  - 劉淵發布《壬子新刊禮部韻略》。
  - 日本後嵯峨天皇之長子宗尊親王就任鎌倉幕府第六代征夷大將軍，即「宮將軍」。

## 逝世
- 唆魯禾帖尼，大蒙古國（蒙古帝國）皇太后，克烈氏，是拖雷的正妻，蒙哥、忽必烈、旭烈兀、阿里不哥的生母。
- 欽淑皇后，海迷失后，元定宗贵由的第三皇后。